# Guy East

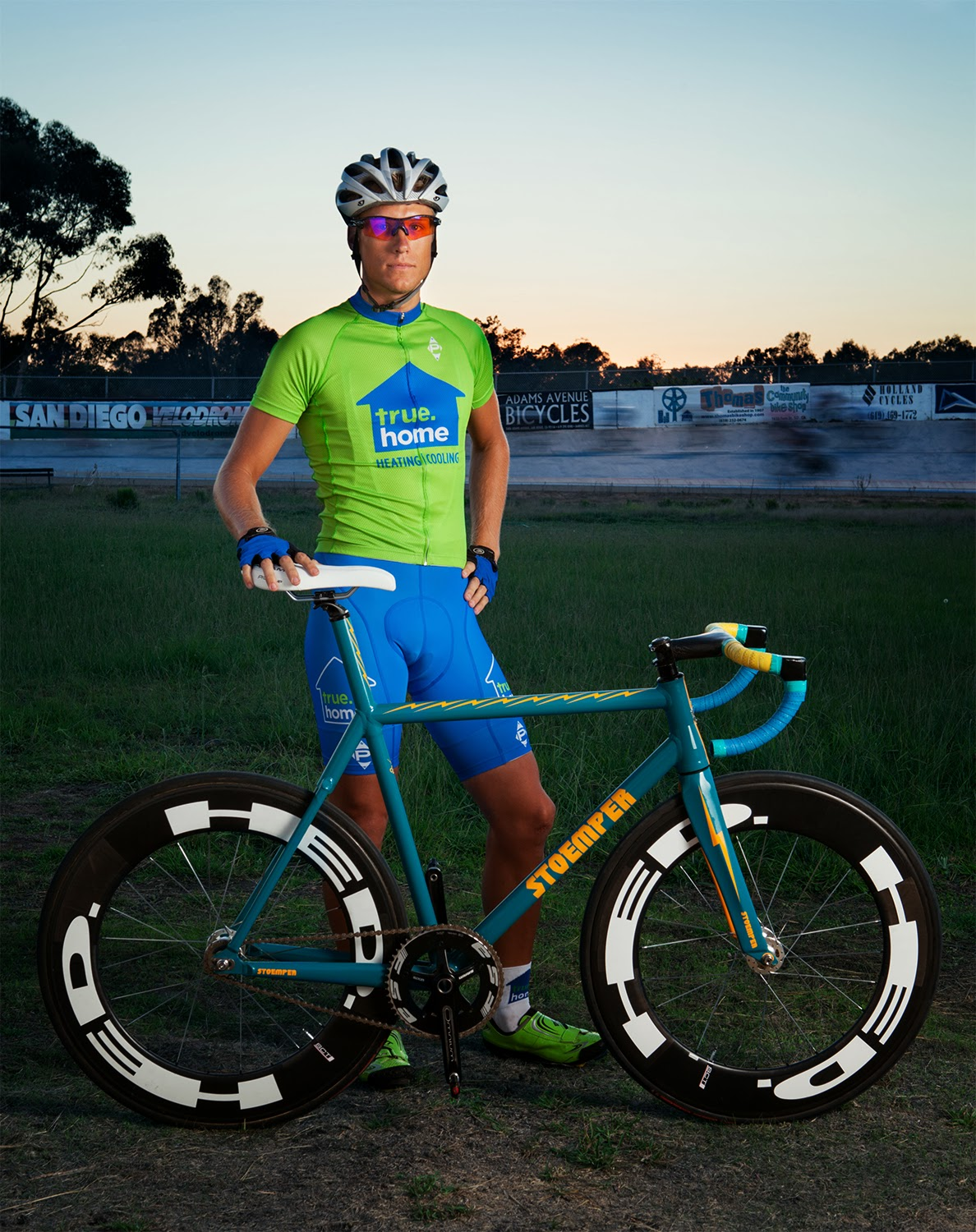
Guy East, 2017

Guy East (* 18. Oktober 1987) ist ein US-amerikanischer Radrennfahrer.
East gewann 2008 mit seinem Team das Mannschaftszeitfahren der Tour of Belize und belegte in der Gesamtwertung den dritten Platz. Bei der US-amerikanischen Bahnradmeisterschaft wurde er jeweils Vizemeister im Punktefahren der U23-Klasse und im Madison der Eliteklasse. Zusammen mit Austin Carroll gewann er den UIV Cup in Dortmund. In München belegte er den dritten Platz und in Gent wurde er Zweiter.

## Erfolge
2008
- Mannschaftszeitfahren Tour of Belize
- UIV Cup Dortmund (mit Austin Carroll)

## Teams
- 2009 Trek Livestrong
- 2010 Kelly Benefit Strategies
- 2011 Kelly Benefit Strategies-OptumHealth